# F. E. Smith

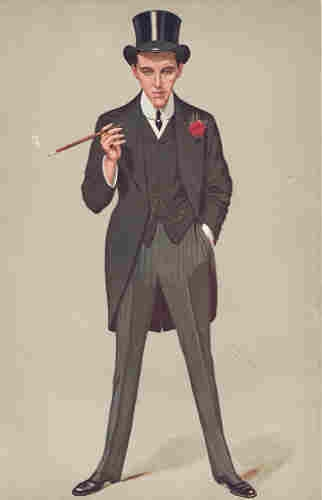
F. E. Smith M.P. vu par Vanity Fair, Janvier 1907

Frederick Edwin Smith, comte de Birkenhead (en) (né le 12 juillet 1872 et mort le 30 septembre 1930), plus connu sous le nom de F.E. Smith, est un homme d'État et avocat britannique, membre du Parti conservateur.

## Biographie
Diplômé Bachelor of Civil Law, du Wadham College, de l'Université d'Oxford, il devient avocat.
Il est notamment Lord Chancelier de 1919 à 1922. Il est créé 1er comte de Birkenhead à cette occasion. Il est l'un des plus grands amis de Winston Churchill.